# Abas unipunctata
Abas unipunctata är en insektsart som beskrevs av Ronald Gordon Fennah 1950. Abas unipunctata ingår i släktet Abas och familjen vedstritar. Inga underarter finns listade i Catalogue of Life.